# Eddie Gray
Edwin Gray, detto Eddie (Glasgow, 17 gennaio 1948), è un ex calciatore e allenatore di calcio scozzese, di ruolo centrocampista.

## Palmarès

### Giocatore

#### Competizioni nazionali
- Campionato inglese: 2

Leeds United: 1968-1969, 1973-1974
- Coppa d'Inghilterra: 1

Leeds United: 1971-1972
- Coppa di Lega inglese: 1

Leeds United: 1967-1968
- Community Shield: 1

Leeds United: 1969

#### Competizioni internazionali
- Coppa delle Fiere: 2

Leeds United: 1967-1968, 1970-1971